# ويليام غوردون
ويليام غوردون (بالإنجليزية: William Gordon) هو محامي وسياسي أمريكي، ولد في 15 ديسمبر 1862 بأوك هاربور في الولايات المتحدة، وتوفي في 16 يناير 1942 بكليفلاند في الولايات المتحدة. حزبياً، نشط في الحزب الديمقراطي. انتخب عضو مجلس النواب الأمريكي.